# Nagurus lavis
Nagurus lavis is een pissebed uit de familie Trachelipodidae. De wetenschappelijke naam van de soort is voor het eerst geldig gepubliceerd in 1982 door Schultz.